# L-アスパラギン酸オキシダーゼ
L-アスパラギン酸オキシダーゼ(L-aspartate oxidase, NadB, AO)は、アスパラギン酸代謝、ニコチン酸代謝、ニコチンアミド代謝酵素の一つで、次の化学反応を触媒する酸化還元酵素である。
L-アスパラギン酸 + H2O + O2 {\displaystyle \rightleftharpoons } オキサロ酢酸 + NH3 + H2O2
反応式の通り、この酵素の基質はL-アスパラギン酸とH2OとO2、生成物はオキサロ酢酸とNH3とH2O2である。補因子としてFADを用いる。
組織名はL-aspartate:oxygen oxidoreductaseで、別名にLaspoがある。